# Ішкі-Марі
Ішкі-Марі (Ішґі-Марі) (*аккад. 𒅖𒄄𒈠𒌷 д/н — 2330, 2304, 2204 до н. е.) — останній енсі-гал (верховний володар) Другого царства Марі близько 2304—2300 року до н. е. (за іншою хронологією — 2350—2340/2330 до н. е., за короткою хронологією — 2204—2200 або 2295—2290/2250 до н. е.) раніше його ім'я читалося як Ламгі-Марі.

## Життєпис
Відомості про нього обмежені, переважно містяться на власній статуї, присвяченій богині Інанна (тепер зберігається в Національному музеї Алеппо). Також знайдено декілька циліндричних печаток з ім'ям цього володаря.
Посів трон після Хіда'ар, якого, можливо, повалив. За іншою версією Ішкі-Марі при народжені звався Ашігу, а потім змінив ім'я на тронне. За різними версіями панував від 4 до 20 років. Втім за різними дослідженнями все ж є більш правдоподібною гіпотеза нетривалого панування цього енсі-галя.
На початку панування Марі перебувала у глибокій кризі, спричиненій поразками від Ебли й Кіша. За цих обставин він уклав союз із Саргоном, царем Аккаду. Він допомагав останньому у війнах в шумері, а потім у знищені еблаїтської потуги й самої їхньої держави. Втім уже наступного року Саргон виступив проти Ішкі-Марі, якого повалив, а його державу приєднав до своїх володінь. За короткою хронологією ці події відносяться до часу іншого аккадського володаря — Нарам-Суена.